# Jolanta Róża Kozłowska
Jolanta Róża Kozłowska (Zawichost, 21 de abril de 1957) - diplomata polonesa, funcionária, ativista social e oposição durante o período comunista. É a atual embaixadora da República da Polônia na Áustria (2017-2022). Anteriormente, foi cônsul-geral em Munique (1998-2002) e Colônia (2009-2013).

## Curriculum vitae

### Educação e estadia naAlemanha
Ela estudou no Colégio de Pedagogia em Kielce. Ela atuou na oposição vendendo a imprensa. Ela foi duas vezes relegada da universidade e em 1978 ela perdeu o direito de estudar na PRL. Ela não teve permissão para fazê-lo até 1980, quando pôde estudar na Universidade Católica de Lublin. Ela acabou se formando no Departamento de Música da UMCS (1983). Em 1980, ela foi presa duas vezes em conexão com o julgamento do pai Jan Kozłowski. Ela era um membro do comitê de greve da NZS UMCS em 1981. Durante a lei marcial ela esteve envolvida no trabalho do Primaz do Comitê de Assistência, internado e encarcerado no Arcebispo de Lublin. Nos anos 1984-1992 ela passou na Alemanha. Ela obteve um mestrado na Universidade de Friburgo. Ela também iniciou atividades para o acordo polonês-alemão e intercâmbio de jovens. Ela pertencia ao grupo fundador da Associação para o Apoio à Vida Acadêmica de Estudantes Poloneses (GFPS e.V.) na Alemanha. Ela também fez um curso de inglês na Universidade da Califórnia em Berkeley.

## Serviço diplomático
Depois de retornar à Polônia, ela trabalhou por um ano no Ministério da Cultura e Artes. A partir de 1994 no serviço estrangeiro, primeiro como vice-cônsul, depois como cônsul de cultura no Consulado Geral da República da Polônia em Munique. Em 1998, ela se tornou cônsul geral do escritório, que ocupou até 2002. Nos anos de 2003 a 2009, ela foi diretora do escritório do festival de Cracóvia em 2000 e do Festival da Páscoa de Ludwig van Beethoven em Cracóvia e Varsóvia. Ela colaborou com o Instituto Adam Mickiewicz. Em 2009, ela se tornou Cônsul Geral em Colônia. Após um ano e meio de serviço na instituição, foi eleita diaconisa consular consular na Renânia do Norte-Vestfália e em Düsseldorf. Depois de deixar o serviço em 2013, tornou-se conselheira de cooperação estrangeira do Marechal da Província de Podkarpackie em Rzeszów. Em 2017, ela se tornou embaixadora polonesa na Áustria.

## Atividades sociais
A partir de 2015, ela foi presidente do conselho de administração da Fundação Universitária em Stalowa Wola (KRS 123002). Ela é cofundadora e membra da Associação Ludwig van Beethoven, o Instituto Democrata-Cristão Ignacy Paderewski em Varsóvia, conselho de programas da Fundação Cardeal Adam Kozłowiecki e o conselho de supervisão da Fundação Hieronim Dekutowskiego-Zapora em Tarnobrzeg (KRS 572340).
Ela fala alemão, inglês e russo.